# 上野理佐 (サッカー選手)
上野 理佐（うえの りさ、2006年4月10日 - ）は、熊本県出身の女子サッカー選手。岡山湯郷Belle所属。ポジションはゴールキーパー。

## 来歴
2025年1月17日、岡山湯郷Belleへの加入が発表された。

## 所属クラブ
- 2025年 - 岡山湯郷Belle